# Továbbtanulási, pályaválasztási tanácsadás
A Továbbtanulási és Pályaválasztási tanácsadás a Fővárosi Pedagógiai Szakszolgálat által ellátott szakfeladatok egyike, mely 12-23 éves fiatalok számára nyújt segítséget továbbtanulási és pályaválasztási kérdéseik, problémáik megoldásához.

## Szolgáltatások

### Információs („iskolaválasztási”) tanácsadás
- Azon diákok és szüleik számára, akik rendelkeznek pályaelképzeléssel, de döntésük előkészítéséhez, pontosításához, megvalósításához további információra van szükségük.
- A tanácsadáson felvilágosítást kaphatnak pályákról, iskolákról és szakképző intézményekről
- A beiskolázásban felvételt nem nyert tanulók segítséget kaphatnak
- Iskola választási tanácsadás   :szakember , eszközfejlesztés

### Pszichológiai (+iskolaválasztási: „komplex”) tanácsadás
- Elsősorban azon diákok számára, akik nem tudják, hogyan hozzák meg továbbtanulási döntésüket,
- Nem rendelkeznek pályaelképzeléssel,
- Bizonytalanok személyiségükkel, képességeikkel kapcsolatban,
- Félnek a döntéstől, vagy a sikertelenségtől,
- Akik úgy érzik, nem jól választottak,
- Egyéb kételyek, dilemmák, konfliktusok fennállása esetén

### KOM-PASSZ program
- Internetes pályaválasztási segítségnyújtó program érettségi előtt álló diákoknak
- Tájékozódás a pályaismeret és az önismeret világában
- Segítő gyakorlatok és feladatok a döntés meghozatalához

### Beiskolázási iroda
- Azon nyolcadikos diákok számára, akiket nem nyertek felvételt a felvételi eljárásban